# 헤수스 리마르도
헤수스 안토니오 리마르도 가스콘(스페인어: Jesús Antonio Limardo Gascón, 1996년 2월 29일~)은 베네수엘라의 펜싱 선수로 주 종목은 에페이다. 
2012년 하계 올림픽 남자 에페 종목 우승자인 루벤 리마르도의 동생이기도 하다.